# Avril Lavigne (album)
Avril Lavigne este al cincelea album din cariera canadiencei omonime. Materialul a fost lansat pe 1 noiembrie 2013 si conține colaborari cu Chad Kroeger de la Nickelback și rocker-ul Marilyn Manson. De pe album, Lavigne a extras 5 single-uri: Here's To Never Growing Up, Rock 'n' Roll, Let Me Go(in colaborare cu soțul Chad Kroeger), Hello Kitty si Give You What You Like.